# Arnout de Muyser
Arnout de Muyser is een genretafereelschilder uit de tweede helft van de 16e eeuw.

## Werken
Er is niet veel bekend over deze kunstenaar die twee Scène de marché signeerde, ooit in de collecties van de Farnese van Parma en nu bewaard in het Capodimonte-museum in Napels. Licia Ragghianti Collobi suggereert voor deze kunstenaar een opleiding in Antwerpen rond 1560-1570, rekening houdend met deze twee marktscène zichtbare invloeden van Joachim Beuckelaer  voor stillevens, Hans Vredeman de Vries voor architecturale decors en Maarten de De jouwe voor de cijfers. Aan hem werd een werk met de titel The Fishmonger's Stable toegekend.